# Марокко на зимних Олимпийских играх 2018
Королевство Марокко на зимних Олимпийских играх 2018 года было представлено 2 спортсменами в двух дисциплинах лыжного спорта. На церемонии открытия право нести национальный флаг было доверено лыжнику Самиру Аззимани, а на церемонии закрытия — чемпиону первых юношеских Олимпийских игр горнолыжнику Адаму Ламхамеди. По итогам соревнований сборная Марокко, принимавшая участие в своих седьмых зимних Олимпийских играх, вновь осталась без медалей.

## Состав сборной
Горнолыжный спорт
1. Адам Ламхамиди

 Лыжные гонки
1. Самир Аззимани

## Результаты соревнований

### Лыжные виды спорта

#### Горнолыжный спорт
Квалификация спортсменов для участия в Олимпийских играх осуществлялась на основании специального квалификационного рейтинга FIS по состоянию на 21 января 2018 года. При этом НОК для участия в Олимпийских играх мог выбрать только того спортсмена, который вошёл в топ-500 олимпийского рейтинга в своей дисциплине, и при этом имел определённое количество очков, согласно квалификационной таблице. Страны, не имеющие участников в числе 500 сильнейших спортсменов, могли претендовать только на квоты категории «B» в технических дисциплинах. По итогам квалификационного отбора сборная Марокко завоевала олимпийскую лицензию категории «A» в мужских соревнованиях, благодаря удачным выступлениям Адама Ламхамеди.
Мужчины
| Соревнование      | Спортсмены     | Скоростной спуск/ 1 спуск | Скоростной спуск/ 1 спуск | Слалом/ 2 спуск      | Слалом/ 2 спуск      | Всего                | Место                | Отставание           |
| Соревнование      | Спортсмены     | Время                     | Место                     | Время                | Место                | Всего                | Место                | Отставание           |
| ----------------- | -------------- | ------------------------- | ------------------------- | -------------------- | -------------------- | -------------------- | -------------------- | -------------------- |
| слалом            | Адам Ламхамеди | DNF                       | DNF                       | завершил выступление | завершил выступление | завершил выступление | завершил выступление | завершил выступление |
| гигантский слалом | Адам Ламхамеди | 1:18,50                   | 61                        | 1:17,54              | 54                   | 2:36,04              | 53                   | +18,00               |

#### Лыжные гонки
Квалификация спортсменов для участия в Олимпийских играх осуществлялась на основании специального квалификационного рейтинга FIS по состоянию на 21 января 2018 года. Для получения олимпийской лицензии категории «A» спортсменам необходимо было набрать максимум 100 очков в дистанционном рейтинге FIS. При этом каждый НОК может заявить на Игры 1 мужчину и 1 женщины, если они выполнили квалификационный критерий «B», по которому они смогут принять участие в спринте и гонках на 10 км для женщин или 15 км для мужчин. По итогам квалификационного отбора сборная Марокко завоевала одну мужскую олимпийскую лицензию категории «B» в гонке на 15 км, благодаря успешным выступлениям Самира Аззимани.
Мужчины
Дистанционные гонки
| Соревнование           | Спортсмены     | Результат | Место | Отставание |
| ---------------------- | -------------- | --------- | ----- | ---------- |
| 15 км свободным стилем | Самир Аззимани | 47:39,9   | 111   | +13:56,0   |